# 盘安镇
盘安镇，是中华人民共和国甘肃省平凉市庄浪县下辖的一个乡镇级行政单位。
2015年，甘肃省民政厅批复同意撤销盘安乡，设立盘安镇。

## 行政区划
盘安镇下辖以下地区：
孙沟村、王上庄村、托神村、王下庄村、王宫村、湾李村、岔李村、吴陈村、马家村、杨宋村、申湾村、周家村、焦湾村、颉崖村、牡丹村、樊庙村、刘陈村和雷家村。